# VG-lista
A VG-lista a norvégiai zenei slágerlista, amelyet a VG folyóirat közöl le hetente. ezt tartják az első számú norvégiai zenei listának, amely összesíti a kislemezek és albumok eladásait, a Nielsen Soundscan International mintegy 100 norvég zenei üzletből származó felmérései alapján. A kislemezlistájuk egészen 1958-ig nyúlik vissza, akkor még top 10-nek indult, 1995-ben bővült top 20-ra. Ugyanekkor az albumlista, amely 1967-ben indult top 20-ként, top 40-re bővült.
Jelenlegi listák:
- Topp 20 Singles
- Topp 40 Albums
- Topp 10 Samlealbums (compilation albums)
- DVD Audio
- Topp 10 Singles Norsk (only Norwegian language singles)
- Topp 30 Albums Norsk (only Norwegian language albums)

## Külső hivatkozások
- Hivatalos weboldal  (norvégul – bokmål)
- NorwegianCharts.com (archívummal és keresővel)